# NGC 6997
NGC 6997 is een open sterrenhoop in het sterrenbeeld Zwaan. Het hemelobject werd op 24 oktober 1786 ontdekt door de Duits-Britse astronoom William Herschel.